# برايان غاردينر
برايان غاردينر هو سياسي كندي، ولد في 18 أغسطس 1955. انتخب عضو مجلس العموم الكندي.